# Baying
Baying är en socken i Kina. Den ligger i provinsen Jiangxi, i den sydöstra delen av landet, omkring 340 kilometer söder om provinshuvudstaden Nanchang. Antalet invånare är 7 840. Befolkningen består av 3 754 kvinnor och 4 086 män. Barn under 15 år utgör 27,0 %, vuxna 15-64 år 63 %, och äldre över 65 år 9,0 %.
Runt Baying är det ganska tätbefolkat, med 120 invånare per kvadratkilometer. Närmaste större samhälle är Huichang, 19,8 km väster om Baying. I omgivningarna runt Baying växer i huvudsak blandskog.
Genomsnittlig årsnederbörd är 2 018 millimeter. Den regnigaste månaden är maj, med i genomsnitt 396 mm nederbörd, och den torraste är oktober, med 24 mm nederbörd.